# Lasianthus chevalieri
Lasianthus chevalieri är en måreväxtart som beskrevs av Charles-Joseph Marie Pitard. Lasianthus chevalieri ingår i släktet Lasianthus och familjen måreväxter. Inga underarter finns listade i Catalogue of Life.